# Adnan Alisic
Adnan Alisic est un footballeur néerlandais né le 10 février 1984 à Rotterdam. Il joue au poste de milieu de terrain.

## Palmarès
Néant